# Pelochares philippinensis
Pelochares philippinensis är en skalbaggsart som beskrevs av Delève 1973. Pelochares philippinensis ingår i släktet Pelochares och familjen lerstrandbaggar. Inga underarter finns listade i Catalogue of Life.